# Vestigingswet bedrijven 1954
De Vestigingswet bedrijven 1954 was een Nederlandse vestigingswet die gericht is op het stellen van bekwaamheidseisen voor ondernemers die een bepaald vak uitoefenen. De wet werd in fasen afgeschaft tot 18 juli 2007.
De Vestigingswet had oorspronkelijk betrekking op onder meer de detailhandel, horecabedrijven, kapper, schilder en reisbureaus.

## Doelstelling, nadelen
Het was de bedoeling hierdoor de consument te beschermen tegen ondeskundige ondernemers. Bestaande ondernemers werden daardoor echter niet gestimuleerd om de beste kwaliteit tegen de laagste prijs te leveren. Doordat het aantal bedrijven kunstmatig beperkt kon worden gehouden, en daardoor de concurrentie beperkt werd, kon de gemiddelde kwaliteit-prijsverhouding zelfs slechter worden. De klant had immers minder keus. Ook kon het gebeuren dat potentiële ondernemers vanwege de eisen vrijwillig afzagen van het beginnen van een zaak.
De vestigingswet stelde alleen eisen aan de ondernemer en niet aan zijn personeel. Bovendien werkte het instrument alleen bij de start van een onderneming, en kan met de Vestigingswet niet worden opgetreden bij bestaande bedrijven.
In plaats van bepaalde vakdiploma's dwingend voor te schrijven, kan men het aan de consument overlaten om te letten op keurmerken die door de brancheorganisaties zelf worden toegekend. Een consument kan dan voor zichzelf bepalen of hij met een niet-aangesloten ondernemer in zee gaat.

## Werkwijze
Iemand die een onderneming wilde starten die onder de Vestigingswet viel, moest het bijbehorende vakdiploma halen. De examens voor deze vakdiploma's werden door de brancheorganisaties georganiseerd. Deze vakdiploma's had men nodig om bij de Kamer van Koophandel een vestigingsvergunning te kunnen krijgen.
In sommige gevallen kon men zonder het vereiste diploma een vestigingsvergunning krijgen op grond van een verklaring dat men over jarenlange ervaring als leidinggevende in een dergelijk bedrijf beschikte.

## Geschiedenis
De voorloper van de Vestigingswet bedrijven 1954 was de Vestigingswet Kleinbedrijf, die dateerde uit 1937. Het doel van de oorspronkelijke vestigingswetgeving was het beperken van het aantal onbekwame bedrijven.
Het doel van de in 1954 ingevoerde wet was het waarborgen van de kwaliteit van ondernemers. Daartoe werd het voor ondernemers nodig om een vergunning te hebben om een bedrijf op te mogen starten.
In de loop der jaren werden de eisen voor vestiging vrijgegeven en werden steeds meer sectoren vrijgegeven.
In 1990 verviel bijvoorbeeld de eis van kredietwaardigheid en in 1993 verviel het inrichtingsbegrip.
In 1996 werden de vergunningstypen voor 84 verschillende soorten van bedrijven vervangen door 9 vergunningen voor clusters van bedrijfstypen. Per 2001 werden de eisen van algemene ondernemersvaardigheden afgeschaft voor bedrijven die onder de vergunningplicht van de Vestigingswet vallen. Voor het bevorderen van ondernemersvaardigheden werden voorlichtingsprogramma's ingezet, in plaats van vergunningseisen.
Op 8 mei 2007 heeft de Eerste Kamer het wetsvoorstel Wet intrekking Vestigingswet Bedrijven 1954 aangenomen.

## Veranderingen
Vanaf 1 januari 2004 werden er geen eisen van 'Algemene ondernemersvaardigheden' (AOV) meer gesteld (het voormalige middenstandsdiploma). Voor het uitoefenen van het zogenaamde 'basisbedrijf' was dan geen vestigingsvergunning meer nodig. Tot het basisbedrijf behoorden bijvoorbeeld:
- de detailhandel,
- ambulante handel,
- horecabedrijven,
- kappers,
- schilders,
- reisbureaus.

Voor de meeste bedrijven in de dienstverlening, zoals adviesbureaus, opleidingsinstituten en verhuurbedrijven, was geen vestigingsvergunning meer vereist. Men moest zich wel bij de Kamer van Koophandel laten inschrijven.
Voor sommige bedrijven bestonden eisen van bedrijfstechniek en vaktechniek. Voor deze bedrijven bleven nog een aantal vestigingseisen noodzakelijk. Die eisen hadden betrekking op veiligheid, gezondheidsbescherming en milieu. De ondernemer moest op de hoogte zijn van de wettelijke regels op die gebieden.
De branches waar nog een vestigingsvergunning nodig was, zijn:
- het bouwbedrijf
- het installatiebedrijf: o.a. gas, water, licht
- het vervoersmiddelenbedrijf: met name garagebedrijven
- het levensmiddelenbedrijf: bakkers, slagers, poeliers, visbedrijven

Voor elektrotechnische installatiebedrijven, slagers en bakkers golden uitgebreidere eisen van veiligheid, volksgezondheid en milieu.

## Afschaffing
De Vestigingswet is 18 juli 2007 per koninklijk besluit volledig afgeschaft. Starters in de bouw-, installatie-, vervoermiddelen- en levensmiddelensector hebben vanaf die dag geen vestigingsvergunning meer nodig om hun bedrijf te starten. Daardoor zou naar verwachting meer ruimte ontstaan voor ondernemerschap, concurrentie en werkgelegenheid.
De eisen in de wet worden ook al gesteld en nader uitgewerkt in bijvoorbeeld de Wet milieubeheer, de Arbowet, de Warenwet en het Bouwbesluit. Deze regelgeving geldt bovendien voor alle ondernemers en niet alleen voor starters. De Vestigingswet had op deze punten geen toegevoegde waarde.

## Andere vestigingsvergunningen
Sommige soorten bedrijven hebben wel andere vergunningen nodig, zoals:
- horeca en slijterijen: horecavergunning voor het verkopen van alcohol, op basis van de Drank- en Horecawet
- vervoersbedrijven: Wet goederenvervoer over de weg voor ondernemers in de transportsector
- taxibedrijven, op basis van de Taxiwet
- verzekeringsagentschappen: op basis van de Wet assurantiebemiddelingsbedrijf